# ارتم میروشنیچنکو
ارتم میروشنیچنکو (اوکراینی: Артем Володимирович Мірошниченко؛ زادهٔ ۹ نوامبر ۱۹۷۸) بازیکن فوتبال اهل اوکراین است.